# Sitt al-Mulk
Titre
Régente de l'Empire fatimide
1021 – 1023
Sitt al-Mulk (née en septembre 970 à al-Mansuriyya et morte le 5 février 1023 à al-Qâhira) est une princesse fatimide, fille du cinquième calife fatimide al-‘Azîz, demi-sœur du sixième calife fatimide al-Hâkim, et tante du septième calife fatimide al-Zâhir. À la disparition d’al-Hâkim en 1021, elle assura la continuité de la dynastie fatimide en plaçant al-Zâhir, jeune fils d’al-Hâkim, sur le trône et en devenant régente. Elle redressa l’empire fatimide et mit fin à la politique désastreuse de son demi-frère, avant de mourir en 1023. Après sa mort, l’administration tiendra sous tutelle le jeune calife.

## La jeunesse de Sitt al-Mulk (970-996)

### La fille privilégiée et influente du calife al-Azîz
Sitt al-Mulk (ou Sayyidat al-Mulk) est née en septembre 970 à al-Mansuriyya (près de Kairouan). Son père est le prince Nizâr (futur calife al-Azîz) et sa mère, une esclave (une umm al-walad) appelée al-sayyida al-Azîziyya dans les sources. Elle arriva en Égypte en 973 à l’âge de trois ans et demi, lorsque le califat fatimide partit d’Ifriqiya pour s’installer à al-Qâhira (nouvelle capitale fondée au nord de Fustât) sous le règne d‘al-Mu’îzz. Son père devint calife en 975. Les sources attestent que le calife al-Azîz aimait énormément sa fille unique : il lui fit ainsi construire un palais et la dota d’une garde rapprochée. De plus, Sitt al-Mulk exerçait une certaine influence politique sur son père (elle participa à mettre fin à la disgrâce du vizir Ibn Nastûrus en 989 par exemple). Sitt al-Mulk avait presque quinze ans, lorsque son demi-frère al-Mansûr (le futur calife al-Hâkim) naquit en 985, d’une mère chrétienne. Lorsque la mère de Sitt al-Mulk mourut en 995, celle-ci fut très affectée, pleura sur son tombeau durant un mois selon Maqrîzî, et le calife récita lui-même la prière des morts.

### Une princesse fatimide particulièrement influente
Sitt al-Mulk ne va jamais se marier, comme toutes les autres princesses, filles des imams-califes fatimides. Selon l’historien Heinz Halm, cela découlerait d’une politique visant à ne pas faire naître plusieurs prétendants au trône. Les princesses avaient un rôle social précis dans la politique fatimide. Les femmes de la famille royale fatimide étaient éloignées de la politique, et grâce aux multiples présents et apanages qu’ils leur étaient offerts, elles avaient une fortune considérable. À leur mort, en l’absence de descendance, cette fortune revenait à l’État, et durant toute leur vie les femmes fatimides mirent en place des fondations charitables et construisirent des bâtiments publics religieux et non-religieux : elles menèrent une politique d’évergétisme. Ainsi, Sitt al-Mulk finança la construction de puits, citernes, bains, etc.
Particulièrement favorisée par son père, la fille d’al-Azîz dépassa son rôle de princesse fatimide et entra dans le cercle politique du palais, jusqu’à avoir une influence sur les décisions de son père. La famille propre de la princesse avait de plus une place importante à la cour fatimide, ce qui confortait sa place politique. Ainsi l’oncle de Sitt al-Mulk fut-il nommé patriarche de Jérusalem par le calife vers 985.

### La tentative avortée de prise de pouvoir en 996
Le calife al-Azîz mourut subitement le 13 octobre 996 à Bilbays, alors que la princesse avait vingt-six ans. Accompagnée de courtisans (dont le cadi et le Porte-Parasol, du nom de Raydân) et de la garde du palais, elle alla au plus vite à al-Qâhira pour occuper le palais du calife. Les sources sont assez vagues sur cet événement, et selon l’auteur Ibn al-Qalânisî, elle voulait placer sur le trône son cousin fils de ‘Abd Allâh b. al-Mu’izz, dont elle serait tombée amoureuse. Il n’y a aucune certitude sur ce récit, mais il est certain que la princesse a tenté de prendre le palais califal et d’intervenir dans les affaires de l’État. Dans tous les cas, cette tentative échoua et la princesse fut arrêtée par l’eunuque du palais Bardjawân. Bardjawân fit alors proclamer calife le jeune prince al-Mansûr (al-Hâkim), demi-frère de Sitt al-Mulk, qui n’avait que onze ans. Le jeune calife fut donc sous la tutelle des puissants de la cour fatimide, avant de réellement prendre le pouvoir en main autour de 1000.

## La prise de distance progressive vis-à-vis d’al-Hâkim (996-1021)

### Une princesse qui devient immensément riche et puissante
Les sources indiquent que Sitt al-Mulk donna de nombreux cadeaux à son demi-frère en 997, et semble avoir eu une certaine influence sur le jeune calife. Par ailleurs, l’eunuque Bardjawân fut assassiné par le Porte-Parasol Raydân en 1000. Lorsque, la même année, al-Hâkim commença à gouverner de manière indépendante, il offrit à sa demi-sœur de nombreuses terres et iqtâ’’ât (concessions fiscales) dont le revenu annuel était de 100 000 dinars. Pour gérer ces domaines, la princesse disposait d’une administration personnelle masculine et en grande partie chrétienne. Toutes les princesses fatimides étaient riches (notamment la fille d’al-Hâkim, Sitt Misr) et disposaient de concessions fiscales, cependant la princesse Sitt al-Mulk semble avoir eu une influence sur son frère et ne semble pas avoir quitté le cercle politique. Sitt al-Mulk informa d’ailleurs le calife que certains de ses administrateurs abusaient de son manque d’expérience et extorquaient de l’argent. Le calife écouta sa demi-sœur et les fit mettre à mort. C’est un des collecteurs d’impôts de Sitt al-Mulk, un chrétien, qui informa la princesse de l’abus des administrateurs du calife. Sitt al-Mulk employait aussi l’ancienne esclave de sa mère, Takarrub, qui était sa confidente et son informatrice. Sitt al-Mulk était donc une princesse riche, avec des propriétés en Égypte et en Syrie, une certaine influence auprès du calife, et une administration personnelle.

### La protectrice d’al-Zâhir, fils d’al-Hâkim
Peu à peu, le règne d’al-Hâkim se détériora et devint un règne de terreur. Des membres de l’élite furent assassinés et le calife mit en place des lois très strictes, notamment envers les dhimmis. C’est durant cette période que la princesse se détacha du calife et qu’il y eut une rupture. En 1013, al-Hâkim persécuta violemment les femmes de son harem, ses concubines et les mères de ses enfants. À ce moment, Sitt al-Mulk intervint et prit sous sa protection le fils d’al-Hâkim, Abû ‘l-Hasan ‘Alî (le futur calife al-Zâhir), ainsi que sa mère (une umm al-walad du nom de Rukayya). Ils vécurent dès lors dans le palais de Sitt al-Mulk (à l’extérieur du palais califal) sous sa protection directe, et la princesse se chargea de l’éducation du garçon. La même année, al-Hâkim décida (sûrement en réponse à l’action de la princesse) de choisir comme successeur son cousin ‘Abd al-Rahîm ibn Ilyâs, gouverneur de Damas. Cette nomination fut critiquée, puisqu’elle rompait le principe de transmission père-fils du pouvoir califal. Al-Hâkim n’agit pas directement contre la princesse, mais s’en prit aux personnages de son entourage et à son administration. Ainsi, en 1014, al-Hâkim fit exécuter son cadi Mâlik Ibn Sa’îd, qu’il soupçonnait d’être l’allié de Sitt al-Mulk. Le calife aurait aussi eu peur que sa demi-sœur Sitt al-Mulk entretienne des relations avec des hommes et aurait fait vérifier régulièrement sa virginité, selon le chroniqueur Hilâl al-Sâbi (récit non vérifiable, mais qui reflète le fait que les princesses fatimides ne devaient pas avoir d’héritiers).

### Son rôle dans la disparition d’al-Hâkim?
Dans la nuit du 13 février 1021, al-Hâkim disparut, et beaucoup de sources médiévales accusent Sitt al-Mulk d’avoir commandité son assassinat. Cependant, l’implication de la princesse dans ce complot est aujourd’hui remise en cause par la plupart des historiens (notamment Heinz Halm). Hilâl al-Sâbi (mort en 1056) explique que la princesse était soupçonnée d’être enceinte, et qu’elle organisa l’assassinat avec un complice : le chef berbère Kutâmî Ibn Dawwâs. Elle n’aurait pas voulu que la transmission père-fils du califat fatimide soit remise en cause par al-Hâkim (qui avait nommé son cousin comme successeur). Tous les auteurs médiévaux postérieurs reprennent ce récit, à l’exception de Maqrîzî. Or Hilâl al-Sâbi est un chroniqueur bagdadien, qui suit la politique anti-fatimide de la cour abbasside (c’est pour cela que Maqrîzî écarte cette hypothèse). Selon Heinz Halm, ce récit est donc une fiction, issu de la « yellow press » abbasside du XIe siècle. De plus, aucune des autres sources contemporaines de Sitt al-Mulk (notamment les sources égyptiennes), n’accuse la princesse dans la disparition du calife (même Yahyâ ibn Sa’îd al-Antâkî, chrétien persécuté sous le califat d’al-Hâkim et qui donc avait des raisons d’accuser les Fatimides, ne soupçonne pas la princesse). Cependant la question de l’implication de la princesse dans la disparition d’al-Hâkim reste intrigante et floue, et certains historiens (comme Paula A. Sanders) continuent à supposer que la princesse est responsable du complot : elle aurait ainsi voulu préserver le principe ismâ’ ‘îlîen de succession directe du califat, et mettre fin aux troubles causés par al-Hâkim dans l’Empire fatimide.

## La régente de l’Empire fatimide (1021-1023)

### La sauvegarde de la lignée dynastique fatimide
Depuis 1013, Sitt al-Mulk avait sous sa protection le fils d’al-Hâkim (concurrençant ainsi Rukayya, la mère du garçon). De par cette position, la princesse joua un rôle fondamental pendant la période de transition et de vacance du pouvoir, ouverte par la mort d’al-Hâkim. En effet, Sitt al-Mulk voulait placer Abû ‘l-Hasan ‘Alî sur le trône, c’est-à-dire assurer la transmission traditionnelle (père-fils) du pouvoir du calife, afin de préserver la dynastie. À cette fin, elle fit éliminer dès 1021 ‘Abd al-Rahîm ibn Ilyâs, gouverneur de Damas et héritier désigné d’al-Hâkim, qui constituait un concurrent potentiel. Elle le piégea en l’encourageant à revenir en Égypte, où il fut arrêté à son arrivée, et mourut en prison. Hilâl al-Sâbi nous rapporte que Sitt al-Mulk s’assura, dans la semaine qui suivit la mort d’al-Hâkim, qu’al-Zâhir soit couronné et que les membres de l’administration lui prêtent allégeance. Elle fut aidée en cela par Khatîr al-Mulk, chef de l’administration d’al-Hâkim. Le couronnement officiel d’al-Zâhir n’eut lieu que le 27 mars 1021, mais cet auteur nous montre que la princesse chercha à faire reconnaître le nouveau calife par toute la cour fatimide. Sitt al-Mulk, que les sources contemporaines surnomment « la princesse-tante » (al-Sayyida al-‘amma), assuma alors la régence pour son neveu al-Zâhir, âgé de dix-sept ans. Elle fit assassiner le meurtrier d’al-Hâkim (qui était très probablement le vrai responsable), Kutâmî Ibn Dawwâs, ce qui lui confèra respect (mêlé de crainte), obéissance (hayba), et légitima son pouvoir. De fait, elle devint ainsi l’une des rares femmes, dans le monde islamique médiéval, à exercer le pouvoir. Cependant l’essentiel de son action était guidée par la volonté de sécuriser la place d’al-Zâhir sur le trône. C’est dans cette optique que l’on peut expliquer que, selon Yahyâ al-Antâkî, Khatîr al-Mulk lui-même fut éliminé en 1022, du fait de sa proximité avec al-Zâhir, qui représentait selon Sitt al-Mulk un danger pour la sécurité du calife.

### La remise en marche de l’Empire
Sitt al-Mulk entreprit de rétablir l’ordre dans les affaires de l’État après le règne chaotique de son demi-frère al-Hâkim. Bien qu’usant parfois de moyens violents (assassinats de personnages haut placés, etc.), son action fut guidée par la volonté de mettre fin au règne de terreur de son frère : toutes les politiques qu’elle mit en place se détachaient clairement des politiques d’al-Hâkim. Elle restaura les finances de l’État en prenant à contrepied la politique d’al-Hâkim. En effet, celui-ci avait abusé du système de l’iqtâ’ en distribuant un grand nombre de concessions fiscales à ses fidèles (accompagnées de biens fonciers). Sitt al-Mulk annula les iqtâ’ ‘ât (concessions fiscales) et autres faveurs faites par al-Hâkim, et rétablit les taxes illégales, non coraniques (mukûs), qu’il avait supprimées. Après le couronnement d’al-Zâhir, elle rétablit des droits et des libertés qu’al-Hâkim avait supprimés : elle permit aux femmes de quitter leur maison et leva l’interdiction d’écouter de la musique ou de boire du vin. Elle mit en place une politique de tolérance concernant les dhimmis, qui avait été déjà amorcée à la fin du règne d’al-Hakîm (qui les avait d’abord discriminés) : elle permit à ceux qui s’étaient convertis de force de retourner à leur première religion et à ceux qui avaient émigré de revenir en Égypte. Elle mourut de dysenterie le 5 février 1023, à l’âge de cinquante-deux ans.

### Une véritable femme de pouvoir
Sitt al-Mulk chercha tout au long de sa régence, à préserver le pouvoir du jeune calife al-Zâhir contre les velléités de pouvoir des administrateurs qui gagnaient en influence. Cependant, après sa mort, le pouvoir politique fut accaparé par l’administration. Si Sitt al-Mulk réussit à exercer la réalité du pouvoir (à travers sa régence) pendant deux années après la mort d’al-Hâkim, ce fut en premier lieu du fait du type de politique instaurée par celui-ci. En effet, son règne de terreur, tout comme l’élimination des membres de l’élite, laissèrent la place à une nouvelle figure politique prête à prendre le contre-pied d’une politique largement contestée et désireuse de renforcer le pouvoir du califat fatimide. De plus, sa position privilégiée en tant que femme de la dynastie fatimide lui permit d’acquérir une influence économique et sociale croissante, de se familiariser avec les problèmes politiques tout en se démarquant des actions d’al-Hâkim, et d’avoir des contacts avec les administrateurs. Cela explique qu’elle ne rencontra pas d’opposition de la part de l’élite dirigeante.

### Littérature
- Johanna Awad-Geissler, Die Schattenkalifin, Droemer, Munich, 2007.